# Malezijska vaterpolska reprezentacija
Malezijska vaterpolska reprezentacija predstavlja državu Maleziju u međunarodnom športu muškom vaterpolu.

## Nastupi na velikim natjecanjima

### Razvojni trofej FINA-e u vaterpolu
- 2019.: osmo mjesto

## Utakmice
drugo kolo po skupinama Razvojnog trofeja FINA-e, 9. listopada 2019.
- Singapur -  Malezija 20:5[1]

treće kolo po skupinama Razvojnog trofeja FINA-e, 10. listopada 2019.
- Filipini -  Malezija 11:8[2]

četvrto kolo po skupinama Razvojnog trofeja FINA-e, 11. listopada 2019.
- Malezija -  Irska 7:15[3]

peto kolo po skupinama Razvojnog trofeja FINA-e, 12. listopada 2019.
- Malezija -  Zimbabve 21:8[4]

utakmica za sedmo mjesto na Razvojnom trofeju FINA-e, 13. listopada 2019.
- Malezija -  Indija 8:13[5]